# Victor Wouk
Victor Wouk   (Nova York, 27 d'abril de 1919 - Nova York, 19 de maig de 2005) va ser un científic nord-americà que va ser el pioner en el desenvolupament dels vehicles elèctrics i dels vehicles híbrids.

## Primers anys
Victor Wouk, germà petit de l'escriptor Herman Wouk, va néixer el 1919 a la ciutat de Nova York, fill d'Esther (de soltera Levine) i d'Abraham Isaac Wouk. Els seus pares eren immigrants jueus russos del que avui és Bielorússia. El seu pare va treballar durant molts anys per treure la família de la pobresa abans d'obrir un servei de bugaderia amb èxit. Va obtenir una llicenciatura a la Universitat de Colúmbia el 1939 i va rebre el seu doctorat de l'Institut Tecnològic de Califòrnia el 1942. La seva tesi va ser Electricitat estàtica generada durant la distribució de la gasolina.

## Carrera
Wouk va organitzar una empresa, la Beta Electric, i el 1956, la va vendre per formar-ne una de nova, Electronic Energy Conversion Corporation (EECC). El 1960, va dissenyar convertidors de CA a CC més petits i de major eficiència. El 1962, Wouk va ser observat per Russell Feldmann, president de la National Union Electric Company i un dels fundadors de Motorola, que va fer convertir Renault Dauphines a energia elèctrica (coneguts com a cotxes Henney Kilowatt), i necessitava un controlador de velocitat eficient per a ells.
El 1963, Wouk va vendre EECC a Gulton Industries i va continuar el seu treball amb ells. Com que els tres grans fabricants d'automòbils nacionals (GM, Ford i Chrysler) tenien els seus propis programes de cotxes elèctrics, la molt més petita American Motors Corporation (AMC) es va associar amb Gulton per desenvolupar un nou cotxe basat en bateries amb liti i el controlador de velocitat avançat dissenyat per Wouk. El prototip en marxa era una furgoneta Rambler nord-americana de 1969 convertida a partir del motor V8 de 4,8 L de gasolina d'AMC, a un cotxe totalment elèctric. L'energia consistia en 160 bateries Gulton de níquel-cadmi, cadascuna amb una capacitat de 75 amperes hora, i controlada mitjançant l'electrònica dissenyada per Wouk. Tenia una bona acceleració, però confiar només en les bateries limitava l'autonomia del cotxe.
Els experiments amb el Rambler American van convèncer Wouk que els problemes de la bateria no es resoldrien fàcilment per satisfer els consumidors. Va començar a dissenyar un sistema que combinaria un motor de combustió interna amb un motor elèctric per a la força motriu. Wouk va començar a treballar en idees per a un híbrid per a American Motors.
L'Agència de Protecció del Medi Ambient (EPA) dels Estats Units va establir un "Programa d'incentius per a cotxes nets" que va finançar dissenys innovadors de la indústria de l'automòbil i els inventors. La idea de Wouk de crear un cotxe híbrid es va aprovar el 1971, i l'EPA va ser "considerar una prova nacional de vehicles basada en el seu disseny si estava satisfet amb el prototip". Wouk i els seus amics van invertir uns 300.000 dòlars, i van convertir amb èxit una berlina Buick Skylark de 1972. Aquest va ser el primer vehicle híbrid de mida completa amb un motor elèctric de corrent continu de 20 quilowatts i un motor rotatiu Mazda RX-2. Aquest vehicle es va provar als laboratoris de proves d'emissions de l'EPA a Ann Arbor (Michigan), on va obtenir més del doble de l'economia de combustible del vehicle abans de ser convertit. A més, les taxes d'emissió del vehicle eren només al voltant del nou per cent de les d'un cotxe de gasolina d'aquella època. El 1974, l'EPA va atorgar 33.000 dòlars a Wouk i al Dr. Charles L. Rosen i va començar la seva pròpia anàlisi del cotxe, però l'agència no va fabricar cotxes addicionals per a les proves nacionals previstes.
Aquest treball pioner va fer guanyar a Wouk el sobrenom de l'avi dels vehicles elèctrics i híbrids als Estats Units. Tot i que no eren una idea nova, els vehicles híbrids de producció en massa destinats al mercat general només apareixerien a finals dels anys noranta. El segon cotxe híbrid modern comercialitzat als consumidors va ser el Toyota Prius (el primer va ser l'Honda Insight), que es basava en principis similars als de Wouk. El Prius va estar disponible als EUA com a model operatiu el 2001 i Wouk en va llogar un.
Wouk també va participar activament en el camp de la normalització de vehicles elèctrics, participant en comitès tècnics rellevants com l'IEC TC69 i l'ISO TC22 SC21 sobre vehicles elèctrics. Va romandre membre actiu d'aquests comitès fins a principis dels anys 2000.
Wouk va ser guardonat amb The Elmer A. Sperry Award for Advancing the Art of Transportation, pòstumament, "pel seu enfocament visionari per desenvolupar els sistemes híbrids de motor de gasolina i motor elèctric per als automòbils...."
Els arxius de Victor Wouk es conserven a Caltech.

## Vida personal
Victor Wouk va morir de càncer el 19 de maig de 2005 a la seva casa de Manhattan, Nova York. Li van sobreviure la seva dona Joy (morta el 29 de setembre de 2008), i els seus fills Jonathan i Jordan. El seu nebot era Alan I. Green, psiquiatre del Dartmouth College.